# The Marble Index
The Marble Index je druhé sólové studiové album německé zpěvačky Nico, vydané v květnu 1969 u vydavatelství Elektra Records. Album produkoval Frazier Mohawk a o aranžmá a hudební doprovod se zde postaral John Cale (šlo o jeho vůbec první práci po odchodu ze skupiny The Velvet Underground). Své předchozí album Chelsea Girl Nico vydala v roce 1967 a následně jí byla zrušena smlouva s vydavatelstvím Verve Records. Deska v celém rozsahu vyšla znovu v roce 2007 jako součást kompilace The Frozen Borderline: 1968–1970; toto album pak ještě obsahovalo různé alternativní verze a dříve nevydané písně.

## Před vydáním
Své debutové album Chelsea Girl Nico vydala v roce 1967 u vydavatelství Verve Records. Tato společnost však o zpěvačku přestala mít zájem a pro další album si Nico musela sehnat nového vydavatele. Stalo se tak prostřednictvím Dannyho Fieldse, který ji doporučil Jacu Holzmanovi, prezidentovi společnosti Elektra Records. Na rozdíl od první desky, kde Nico nahrála písně jiných autorů, je zde autorkou všech skladeb ona sama. Název alba The Marble Index pochází z básně Předehra (anglicky The Prelude) anglického básníka Williama Wordswortha.
Nahrávání alba proběhlo počátkem září roku 1968 ve studiu Elektra Studios v Los Angeles. Producentem se stal Frazier Mohawk, zvukovým inženýrem byl John Haeny a celé album bylo nahráno během pouhých čtyř dnů. Nico – stejně jako Danny Fields – chtěla, aby album produkoval John Cale, její dřívější spoluhráč ze skupiny The Velvet Underground. S tím však nesouhlasil Holzman; svůj nesouhlas odůvodnil tím, že Cale nemá patřičné zkušenosti s prací producenta. Fields však později řekl, že album ve skutečnosti produkoval Cale a Mohawk zde byl jen kvůli tomu, aby se na nahrávce podílel někdo ze stáje Elektra Records. John Cale je aranžérem všech skladeb a hraje v nich na všechny nástroje kromě harmonia, které obsluhovala zpěvačka sama.

## Vydání
Nejpravděpodobnější datum vydání alba The Marble Index je květen 1969, nicméně různé zdroje tvrdí, že album vyšlo už 19. září 1968 nebo někdy v listopadu toho roku. Původně album vyšlo na gramofonové LP desce a později na audiokazetě. V roce 1991 vyšla deska v reedici na CD doplněná o dvě bonusové skladby. Alternativní verze všech skladeb (mimo „Prelude“) z alba vyšly v roce 2007 na kompilačním albu The Frozen Borderline: 1968–1970. Na tomto albu dále jsou ještě dvě skladby nahrané během nahrávání alba The Marble Index: německy zpívaná „Sagen die Gelehrten“ a „Rêve Réveiller“, která je pro změnu zpívaná ve francouzštině.

## Skladby

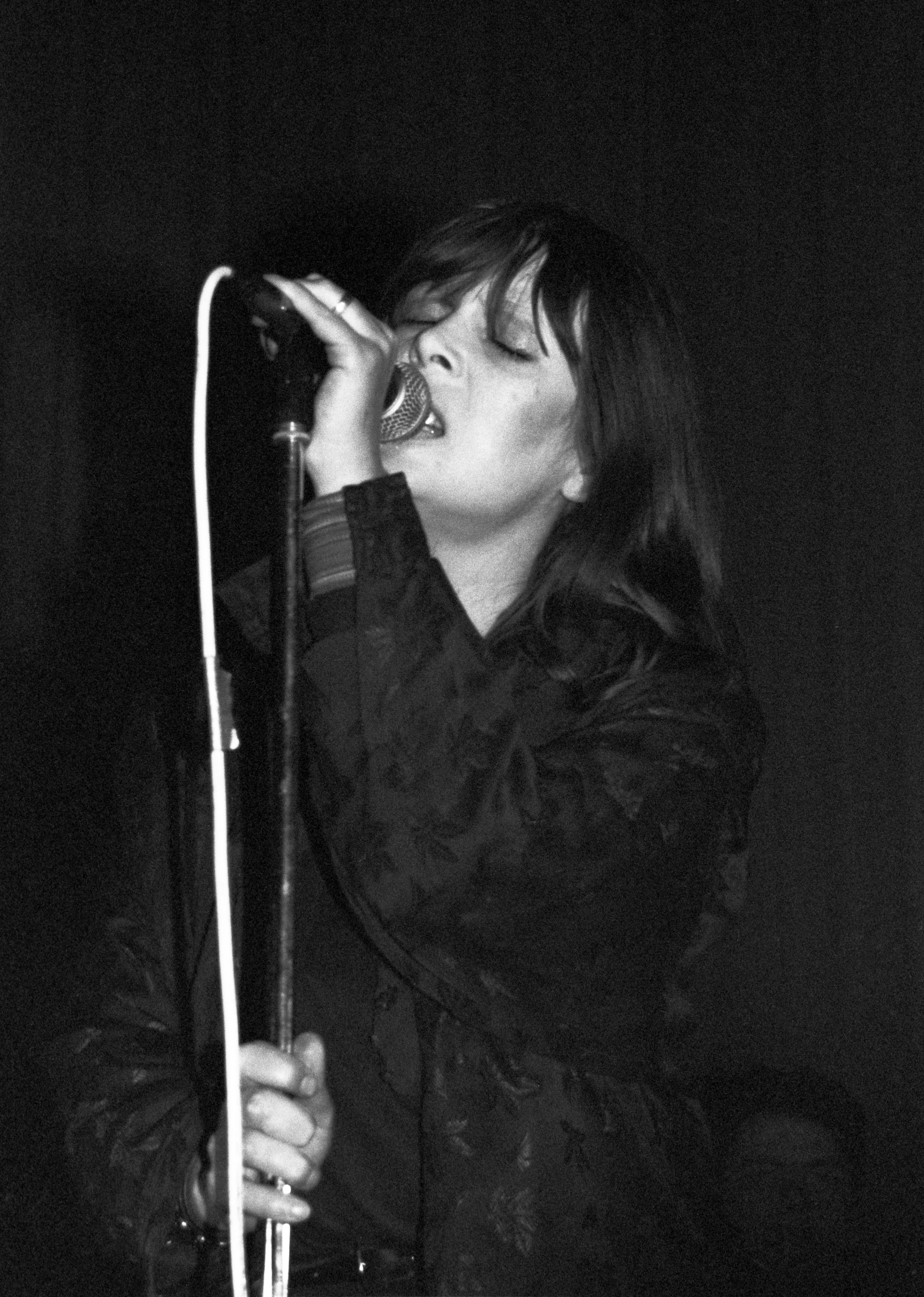
Nico (1985)

Album otevírá minutová instrumentální skladba „Prelude“, ve které Cale hraje na klavír a zvonkohru. Následuje „Lawns of Dawns“, kde se melodie vytvářená harmoniem houpe shora dolů. To doplňují Calem vytvářené ruchy a zpěvaččin hlas. Píseň byla inspirována výletem do kalifornské pouště, který podnikla se zpěvákem Jimem Morrisonem. Třetí skladbu pojmenovanou „No One Is There“ otevírá viola; později se přidá Nico se zpěvem a během zbytku písně již další nástroje použity nebyly. Další píseň Nico napsala pro svého syna Ariho; jmenuje se „Ari's Song“ a je postavená na harmoniu. První stranu původní desky uzavírá „Facing the Wind“ s výrazným harmoniem – Cale zde hraje na klavír a vytváří různé hluky.
V celkovém pořadí šestou písní na albu je pětiminutová „Julius Caesar (Memento Hodie)“ – Nico s harmoniem je zde doprovázena Caleovou violou a text písně je založen na volných asociacích. Sama Nico za svou nejoblíbenější píseň z alba označila „Frozen Warnings“, jejímž hlavním motivem jsou vibrující zvuky harmonia. Producent Cale tuto píseň hrál později při svých sólových koncertech, například v roce 2003. V závěru alba se nachází „Evening of Light“ – v písni se objevuje více nástrojů, které obsluhuje Cale – nejvýrazněji je zde zastoupena viola. Nástroje se postupně proplétají a na konci, již bez zpěvu, gradují do nepřehledných hluků. Cale zde hraje také na osmistrunnou baskytaru Hagstrom, přičemž chtěl, aby nástroj zněl jako part pro tubu.
Na pozdějších reedicích vyšly ještě dvě bonusové skladby. První z nich je „Roses in the Snow“ – píseň, které dominuje harmonium a basové pozadí. Druhou je a cappella skladba „Nibelungen“. Album The Frozen Borderline: 1968–1970 obsahuje stejnou píseň s doprovodem roztřeseného harmonia.

## Kritika
Když album vyšlo, většina kritiků jej zatracovala. Našli se ale také kritici, kteří album hodnotili pozitivně. Novinář Lenny Kaye, který později působil jako kytarista ve skupině zpěvačky Patti Smith, v recenzi v časopisu Jazz & Pop album chválil, obdivoval na něm Caleovu „sérii černých terénů, které jsou perfektními krajinami pro poeovské kvality hlasu Nico.“ Anne Marie Micklo ve své recenzi pro časopis Rolling Stone album popsala slovy: „Je to náladová hudba doplněná temnými a záhadnými texty“. Richard Williams v recenzi pro britský týdeník Melody Maker album označil za jednu z desek, která by za deset nebo dvacet let mohla být považována za milník.

## Seznam skladeb
Autorkou všech skladeb je Nico.
| Strana 1 (LP) | Strana 1 (LP)   | Strana 1 (LP) |
| Pořadí        | Název           | Délka         |
| ------------- | --------------- | ------------- |
| 1.            | Prelude         | 1:00          |
| 2.            | Lawns of Dawns  | 3:11          |
| 3.            | No One Is There | 3:37          |
| 4.            | Ari's Song      | 3:21          |
| 5.            | Facing the Wind | 4:55          |

| Strana 2 (LP)  | Strana 2 (LP)                 | Strana 2 (LP) |
| Pořadí         | Název                         | Délka         |
| -------------- | ----------------------------- | ------------- |
| 6.             | Julius Caesar (Memento Hodie) | 5:02          |
| 7.             | Frozen Warnings               | 4:02          |
| 8.             | Evening of Light              | 5:40          |
| Celková délka: | Celková délka:                | 30:48         |

| Bonusy na reedici z roku 1991 (CD) | Bonusy na reedici z roku 1991 (CD) | Bonusy na reedici z roku 1991 (CD) |
| Pořadí                             | Název                              | Délka                              |
| ---------------------------------- | ---------------------------------- | ---------------------------------- |
| 9.                                 | Roses in the Snow                  | 4:10                               |
| 10.                                | Nibelungen                         | 2:43                               |

## Obsazení
Hudebníci
- Nico – zpěv, harmonium
- John Cale – elektrická viola, klavír, kytara, baskytara, zvonkohra, zvony, lodní píšťala, aranžmá, ústní varhánky[p 2]

Technická podpora
- Frazier Mohawk – produkce
- John Cale – mixing (skladby 9–10)
- John Haeny – zvukový inženýr (skladby 1–8)
- Roger Moutenot – zvukový inženýr (skladby 9–10)
- William S. Harvey – výtvarná režie
- Robert L. Heimall – design
- Jac Holzman – vedoucí producent
- Guy Webster – fotografie
- Gerard Malanga – fotografie